# Christ Vs. Warhol
Christ Vs. Warhol ist eine moderne Death-Rock/Gothic-Punk-Band aus dem Westen der USA.

## Geschichte
Christ Vs. Warhol ist eine Band, die 2009 durch ehemalige Mitglieder von u. a. Scarlet’s Remains, the Deadfly Ensemble, Faith And The Muse gegründet wurde.
Da es bei Scarlet's Remains viele Probleme gab, die den musikalischen Werdegang erschwerten, beschlossen alle Mitglieder bis auf Tony Havoc, die Band zu verlassen, und somit ein neues Projekt mit ehemaligen Mitgliedern verschiedener Szene-Bands zu starten.
Mit ihrer 2009 veröffentlichten gleichnamigen EP, und mit dem darauf folgenden 2010er Album Dissent welches in Europa auf dem deutschen Label Danse Macabre herausgebracht wurde, erreichten Christ Vs. Warhol schnell die Aufmerksamkeit der Szene-Medien und ernteten durchweg positive Kritik.
Der Longplayer ist offenbar nach einem Julian Cope-Titel benannt. Mit Dissent tourten Christ Vs. Warhol bereits durch die USA und durch Europa, darunter auf dem Wave-Gotik-Treffen im Jahre 2010.

## Stil
Christ Vs. Warhol ist dem modernen Death-Rock/Gothic-Punk zuzuordnen und weist deutliche musikalische Parallelen zu frühen Death-Rock-Bands wie Christian Death auf.
Ihre Musik und der lyrische Inhalt, wie Frontfrau Eveghost zugab, zeichnet keine großen Veränderungen gegenüber Scarlet’s Remains.

„I was vocalist for Scarlet's Remains. Steve and Marzia (Rangel) were also in the final lineup of Scarlet's and in fact I wouldn't call it that much different. It's just that there are various reasons why we are no longer in Scarlet's Remains.“

„Ich war die Sängerin bei Scarlet's Remains.Steve und Marzia waren ebenso in der letzten Besetzung, deshalb würde ich nicht sagen das es viel anders ist.Es gab halt verschiedene Gründe, weshalb wir nicht länger bei Scarlet's Remains sind.“

Musikalisch herrscht eine deutliche Punk-Attitüde vor, die sich auch in den oftmals politischen Texten niederschlägt. Wie im Genre üblich hat auch der Bass neben der Gitarre eine gleichwertige Funktion. Der Gesang von Eveghost wirkt oftmals sirenenhaft und schrill-skurril und ist nicht selten an den Gesang von Siouxsie Sioux angelehnt.
Nach eigenen Angaben lässt Eveghost sich oftmals von der French Cold Wave Bewegung inspirieren.
Nach Aussagen der Band soll das nächste Album etwas anders klingen und vermehrt in eine düstere Richtung gehen.

## Diskografie
- 2009: Christ Vs. Warhol (EP)
- 2010: Dissent (Album)